# Grasso al litio
Il grasso al litio è un grasso lubrificante multifunzionale a base di litio, di colore marrone rossastro, in grado di resistere bene tanto alle alte temperature quanto alle basse. È molto usato nel settore automobilistico per lubrificare cuscinetti e parti meccaniche di dinamo, alternatore, motorino di avviamento, pompa dell'acqua e altro. Offre buona stabilità meccanica e chimica e protegge da ossidazione, corrosione, ruggine. Resiste bene all'acqua ed è facilmente pompabile. 
Il suo punto di goccia si colloca oltre i 300 °C ma tollera temperature superiori ai 260° solo per brevi periodi. Resiste bene alle basse temperature grazie all'olio a basso punto di scorrimento con cui viene di solito composto e può così operare fino a -60 °C. Esistono sue formulazioni additivate per renderlo adatto alle temperature medio-alte, tuttavia in tal caso perde la capacità di operare alle basse poiché nella miscela vengono impiegati oli a viscosità maggiore.